# Bobsleigh als Jocs Olímpics d'Hivern de 1952
Als Jocs Olímpics d'Hivern de 1952 celebrats a la ciutat d'Oslo (Noruega) es disputaren dues proves de bobsleigh, ambudes en categoria masculina. Es realitzà una prova de bobs a 2 entre els dies 14 i 15 de febrer i una altra de bobs a 4 entre els dies 21 i 22 de febrer de 1952 a la pista Frognerseteren.

## Comitès participants
Hi participaren un total de 71 competidors de 10 comitès nacionals diferents.
| - Alemanya (6) - Argentina (4) - Àustria (8) - Bèlgica (4) - Estats Units (10) |  | - França (5) - Itàlia (8) - Noruega (9) - Suècia (9) - Suïssa (8) |

## Resum de medalles
| Prova            | Or                                                                                   | Argent                                                                                 | Bronze                                                                               |
| Bobs a 2 Detalls | Alemanya · Alemanya IAndreas Ostler · Lorenz Nieberl                                 | Estats Units · USA IStanley Benham · Patrick Martin                                    | Suïssa · Suïssa IFritz Feierabend · Stephan Waser                                    |
| Bobs a 4 Detalls | Alemanya · Alemanya IAndreas Ostler · Friedrich Kuhn · Lorenz Nieberl · Franz Kemser | Estats Units · USA IStanley Benham · Patrick Martin · Howard Crossett · James Atkinson | Suïssa · Suïssa IFritz Feierabend · Albert Madörin · André Filippini · Stephan Waser |

## Medaller
| Posició | País         | Or | Argent | Bronze | Total |
| 1       | Alemanya     | 2  | 0      | 0      | 2     |
| 2       | Estats Units | 0  | 2      | 0      | 2     |
| 3       | Suïssa       | 0  | 0      | 2      | 2     |